# Жоан Голобарт
Жоан Голобарт (кат. Joan Golobart, нар. 12 січня 1961, Барселона) — іспанський футболіст, що грав на позиції півзахисника, зокрема, за «Еспаньйол».

## Ігрова кар'єра
У дорослому футболі дебютував 1982 року виступами за команду «Л'Успіталет», в якій провів один сезон, взявши участь у 31 матчі чемпіонату. 
Протягом 1983—1985 років захищав кольори клубу «Сабадель», після чого перейшов до «Еспаньйола». Спочатку був відданий в оренду до добре йому знайомого клубу «Л'Успіталет», а за рік почав отримувати ігровий час в «Еспаньйолі».
У складі барселонської команди дійшов Фіналу Кубка УЄФА 1988 року, де виходив на поле у другій грі, поразка у якій не дозволила іспанцям здобути трофей. Оголосив про завершення ігрової кар'єри 1990 року.